# John Crampton
Pour les articles homonymes, voir Crampton.
John Crampton, né le 12 août 1805 à Dublin et mort le 5 décembre 1886 à Bushey Park, près Bray, est un diplomate britannique. 

## Biographie

### Naissance et études
John Fiennes Twisleton Crampton, né le 12 août 1805 à Dawson Street à Dublin, est le fils aîné de Sir Philip Crampton (1777-1858), chirurgien général des forces armées. Il étudie au Collège d'Eton et au Trinity College à Dublin.

### Carrière
Attaché à Turin le 7 septembre 1826, puis à Saint-Pétersbourg en 1828, à Bruxelles en 1834, à Vienne en 1839, secrétaire de légation à Berne en 1844, il
devient, en 1845, secrétaire de légation à Washington, où il exerce encore les fonctions de chargé d'affaires de 1847 à 1849 et de 1850 à 1852. Il y rend de grands services à son gouvernement en y recrutant, au vif déplaisir des Américains qui rompent toute relation diplomatique avec lui, des soldats pour la guerre de Crimée. Remplacé à Washington, il est nommé ministre plénipotentiaire et envoyé extraordinaire à Hanovre le 2 mars 1857, puis à Saint-Pétersbourg le 31 mars 1858, et à Madrid le 11 décembre 1860. Il prend sa retraite en 1869.

### Mariage et divorce
Il épouse, en 1860, Victoire Balfe (en), la fille du compositeur Michel Balfe, et cantatrice de grand talent, avec laquelle il divorce en 1863.

### Mort
John Fiennes Twisleton Crampton meurt le 5 décembre 1886 à Bushey Park, près Bray.